# Портрет Ильи Михайловича Дуки
«Портрет Ильи Михайловича Дуки» — картина Джорджа Доу и его мастерской из Военной галереи Зимнего дворца.
Картина представляет собой погрудный портрет генерал-лейтенанта барона Ильи Михайловича Дуки из состава Военной галереи Зимнего дворца.
С начала Отечественной войны 1812 года генерал-майор барон Дука был шефом Малороссийского кирасирского полка и командовал 2-й бригадой 2-й кирасирской дивизии, отличился в Бородинском сражении и под Красным. В Заграничных походах 1813 года Дука сражался в Пруссии и Саксонии, был произведён в генерал-лейтенанты. Далее он сражался во Франции и был при взятии Парижа.
Изображён в генеральском вицмундире, введённом для кавалерийских генералов 6 апреля 1814 года. Слева на груди звезда ордена Св. Анны 1-й степени; на шее кресты орденов Св. Георгия 3-го класса и Св. Владимира 2-й степени; по борту мундира кресты прусского ордена Красного орла 2-й степени (Е. П. Ренне ошибочно идентифицирует этот орден как 1-й степени) и австрийского ордена Леопольда 2-й степени; справа на груди крест ордена Св. Иоанна Иерусалимского, серебряная медаль «В память Отечественной войны 1812 года» на Андреевской ленте и бронзовая дворянская медаль «В память Отечественной войны 1812 года» на Владимирской ленте, золотой крест «За взятие Праги» и звезда ордена Св. Владимира 2-й степени. Слева на фоне чуть ниже эполета подпись художника и дата: Geo Dawe RA pinxt 1824. С тыльной стороны картины надписи: Bar. Ducca и Geo Dawe RA pinxt. Подпись на раме: Баронъ И. М. Дука, Генералъ Лейтенантъ.
7 августа 1820 года Комитетом Главного штаба по аттестации барон Дука был включён в список «генералов, заслуживающих быть написанными в галерею» и 4 сентября 1821 года император Александр I приказал написать его портрет. В 1820-годы Дука командовал 2-м резервным кавалерийским корпусом и постоянно проживал в Твери; в январе 1824 года он приезжал в Санкт-Петербург, и, вероятно, тогда и позировал Доу. Гонорар художнику был выплачен 4 апреля 1824 года. Готовый портрет был принят в Эрмитаж 7 сентября 1825 года.
В мастерской Карла Края по рисунку И. А. Клюквина с портрета была сделана литография, датированная 1848 годом и опубликованная в книге «Император Александр I и его сподвижники» и впоследствии неоднократно репродуцированная.